# Rehimena leptophaes
Rehimena leptophaes is een vlinder van de familie van de grasmotten (Crambidae). De wetenschappelijke naam van deze soort is voor het eerst voorgesteld als Dichocrocis leptophaes door Alfred Jefferis Turner in een publicatie uit 1913.
De soort komt voor in Australië (Queensland).